# Homosassa (Florida)
Homosassa is een plaats (census-designated place) in de Amerikaanse staat Florida, en valt bestuurlijk gezien onder Citrus County.

## Demografie
Bij de volkstelling in 2000 werd het aantal inwoners vastgesteld op 2294.

## Geografie
Volgens het United States Census Bureau beslaat de plaats een oppervlakte van
21,7 km², waarvan 20,6 km² land en 1,1 km² water. Homosassa ligt op ongeveer 0 m boven zeeniveau.

## Plaatsen in de nabije omgeving
De onderstaande figuur toont nabijgelegen plaatsen in een straal van 24 km rond Homosassa.